# Barbara Boxer
Barbara Sue Levy Boxer (Brooklyn, Nueva York, 11 de noviembre de 1940) es una política estadounidense retirada que fue Senadora de los Estados Unidos por California de 1993 a 2017. Miembro del Partido Demócrata, anteriormente se desempeñó en la Cámara de Representantes de los Estados Unidos de 1983 a 1993.
Nacida en Brooklyn, Nueva York, Boxer se graduó de la Escuela Secundaria George Wingate y del Brooklyn College. Trabajó como agente de bolsa por varios años antes de mudarse a California con su marido. Durante los años setenta, trabajó como periodista para el Pacific Sun y como asesora del congresista de los Estados Unidos, John L. Burton. Se desempeñó en la Junta de Supervisores del Condado de Marin por seis años y se convirtió en la primera presidenta mujer de la junta. Con el lema "A Barbara Boxer le importa un comino", fue elegida a la Cámara de Representantes de Estados Unidos en 1982, representando al sexto distrito de California. Formó parte de la Comisión de Servicios Armados y participó en la supervisión del gobierno, aprobando varias reformas sobre adquisiciones. 
Boxer ganó la elección de 1992 al Senado de los Estados Unidos. Al postular por un tercer periodo en 2004, recibió 6,96 millones de votos, obteniendo el récord de más votos en cualquier elección al Senado estadounidense en la historia, hasta que su colega Dianne Feinstein, la senadora sénior de California, superó esa cifra en su reelección de 2012. Boxer y Feinstein formaron la primera dupla de mujeres senadoras en Estados Unidos en representar a un estado al mismo tiempo. Boxer fue la miembro principal del Comité de Medio Ambiente y Obras Públicas y la vicepresidenta del Comité Especial de Ética. Fue también la coordinadora adjunta demócrata en el Senado.
Boxer no buscó la reelección en 2016. Fue sucedida por la exfiscal general de California y futura vicepresidenta de los Estados Unidos, Kamala Harris. En enero de 2020, Boxer se unió a la firma de cabildeo con sede en Washington D. C. Mercury Public Affairs como copresidenta. En enero de 2021, se informó que Boxer estaba trabajando como agente extranjera registrada para Hikvision, una empresa de vigilancia patrocinada por el estado chino implicada en abusos de derechos humanos, lo que llevó al Comité de Investidura de Joe Biden a devolver una donación que ella había hecho. Después de defender inicialmente su trabajo para Hikvision, cambió de rumbo y anunció públicamente que se había dado de baja como agente extranjera. En octubre de 2021, Boxer, junto con el exalcalde de Los Ángeles, Antonio Villaraigosa, y el expresidente de la Asamblea Estatal de California, Fabián Núñez, encabezaron un éxodo masivo de alto perfil de empleados de la oficina de Mercury Public Affairs en California para formar su propia empresa de consultoría y asuntos públicos.

## Primeros años y familia
Boxer nació en Brooklyn, Nueva York, de los inmigrantes judíos Sophie (de soltera Silvershein; nacida en Austria) y Ira Levy. Asistió a escuelas públicas y se graduó de la Escuela Secundaria George W. Wingate en 1958.
En 1962, se casó con Stewart Boxer y se graduó del Brooklyn College con una licenciatura en economía. Mientras estuvo en la universidad, fue miembro de la hermandad de mujeres Delta Phi Epsilon y fue porrista del equipo del Brooklyn College.
Boxer trabajó como agente de bolsa durante los tres años siguientes, mientras su esposo asistía a la Facultad de Derecho. Más tarde, la pareja se mudó a Greenbrae, en el condado de Marin, California, y tuvo dos hijos, Doug y Nicole. Postuló por primera vez a un cargo político en 1972, cuando desafió al titular en el cargo Peter Arrigoni, miembro de la Junta de Supervisores del Condado de Marin, pero perdió en una elección cerrada. Más adelante, durante los años setenta, Boxer trabajó como periodista para el Pacific Sun y como asesora de John Burton, entonces miembro del Congreso. En 1976, Boxer fue elegida a la Junta de Supervisores del Condado de Marin, prestando servicio por seis años. Fue la primera presidenta mujer de la Junta.
El 28 de mayo de 1994, su hija Nicole se casó con Tony Rodham, el hermano menor de Hillary Clinton, en una ceremonia en la Casa Blanca a la que asistieron 250 invitados. (Fue la primera boda en la Casa Blanca desde que Tricia Nixon se casó con Edward Cox en 1971). Antes de divorciarse, tuvieron a un niño, Zachary, nacido en 1995. Zachary ostentó la distinción única de ser tanto nieto y sobrino de senadoras de los Estados Unidos en funciones.
En 2006, los Boxer vendieron su casa en Greenbrae, donde habían vivido durante muchos años, y se mudaron a Rancho Mirage. La primera novela de Boxer, A Time To Run (Hora de postular), fue publicada en 2005 por Chronicle Books, con sede en San Francisco. Su segunda novela, Blind Trust (Confianza ciega), se lanzó en julio de 2009 por Chronicle Books.

## Congresista de los Estados Unidos

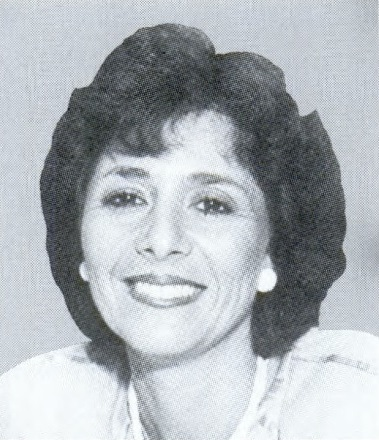
Boxer durante su tiempo en la Cámara de Representantes

Boxer, entonces supervisora del Condado de Marin, fue elegida a la Cámara de Representantes de Estados Unidos en 1982, sucediendo a John Burton. Su eslogan fue "A Barbara Boxer le importa un comino". En la Cámara, representó al sexto distrito congresional de California (Condados de Marin y Sonoma) por cinco periodos. Ganó por estrecho margen su primera elección con 52% de los votos, pero obtuvo fácilmente su reelección cuatro veces, nunca cayendo por debajo del 67% de los votos.
Boxer fue miembro de la Comisión Especial sobre Niños, Juventud, y Familias original, que fue establecida en 1983.
En 1992, Boxer fue implicada en el escándalo bancario de la Cámara de Representantes, que reveló que más de 450 congresistas y asesores, incluida ella, escribieron cheques con sobregiros cubiertos por la protección contra sobregiros proporcionada por el Banco de la Cámara. En respuesta, emitió un comunicado diciendo que "en dolorosa retrospectiva, claramente debí haber prestado más atención a mi cuenta" y escribió un cheque de $15 para el Fondo de Reducción del Déficit por cada uno de sus 87 sobregiros.
En 1991, durante las audiencias de Anita Hill en el Senado, donde Hill acusó al candidato a la Corte Suprema de los Estados Unidos, Clarence Thomas, de acoso sexual, Boxer lideró la marcha de un grupo de mujeres congresistas hasta la Comisión de Justicia del Senado, exigiendo que la comisión de senadores, todos hombres y blancos, tomaran en serio las acusaciones de Hill.

## Senadora de los Estados Unidos

### Elecciones
En 1992, el senador demócrata en ejercicio Alan Cranston se retiró luego de cuatro periodos, creando una contienda por su escaño vacante. En lo que fue considerado como el "Año de la Mujer", la entonces congresista Barbara Boxer derrotó a su colega, el congresista Mel Levine, y al Teniente Gobernador Leo McCarthy en las primarias demócratas, ganando el 44% de los votos. En la elección general, Boxer ganó las elecciones al Senado de los Estados Unidos ese año, derrotando a Bruce Herschensohn, un comentarista político televisivo conservador de Los Ángeles, con un margen de 4,9%. Una revelación de último minuto de que Herschensohn había asistido a un club de estriptis, afectó el resultado, al menos parcialmente. En 1998, ganó un segundo mandato, superando al entonces Tesorero Estatal de California, Matt Fong, por el 10,1% de los votos. Luego de no enfrentar oposición alguna en las primarias de la elección de 2004, Boxer derrotó al candidato republicano Bill Jones, el ex secretario de Estado de California, por 20%. En 2010, Boxer derrotó a la candidata republicana Carly Fiorina, exdirectora ejecutiva de Hewlett-Packard, por 10%.
El 8 de enero de 2015, Boxer anunció que no buscaría la reelección en 2016. En el momento de su retiro, Boxer ocupaba el undécimo puesto en antigüedad en el Senado de Estados Unidos y era la senadora júnior de mayor jerarquía desde la jubilación de Tom Harkin en enero de 2015 hasta su propia jubilación, dos años más tarde. Fue también la decana de la Delegación Congresal de California, a pesar de ser la senadora júnior de California, tras haber sido diez años congresista de los Estados Unidos por el sexto distrito de California antes de ser elegida al Senado en 1993.

### Comisiones
- Comisión de Comercio, Ciencia, y Transporte
  - Subcomisión de Operaciones de Aviación, Protección y Seguridad
  - Subcomisión de Protección de Consumidor, Seguridad de Productos y Seguros
  - Subcomisión de Océanos, Atmósfera, Pesca, y Guardacostas
  - Subcomisión de Transporte de Superficie e Infraestructura, Seguridad y Seguridad de la Marina Mercante
  - Subcomisión de Ciencia y Espacio
- Comisión de Medio Ambiente y Obras Públicas (Miembro Principal)
- Comisión de Relaciones Exteriores
  - Subcomisión de Asuntos del Cercano Oriente y del Sur y Centro de Asia
  - Subcomisión de Asuntos de Asia Oriental y el Pacífico
  - Subcomisión de Operaciones Internacionales y Organizaciones, Derechos Humanos, Democracia y Asuntos Globales de la Mujer (Presidenta)
  - Subcomisión de Desarrollo Internacional y Asistencia Exterior, Asuntos Económicos y Protección Ambiental Internacional
- Comité Especial de Ética (Vicepresidenta)

Como miembro del Liderazgo Demócrata en el Senado, Boxer se desempeñó como la Líder Adjunta Demócrata, lo que le dio el trabajo de alinear votos en leyes clave.

### Membresías en asambleas
- Asamblea del Senado sobre Océanos
- Asamblea del Senado sobre Ucrania[31]

### Legislación patrocinada
La siguiente es una lista incompleta de la legislación que Boxer introdujo en el Senado.
- Ley de Equidad en la Política de Donación de Órganos VIH (S. 330; Congreso 113.º): Un proyecto de ley que permite que los órganos de pacientes VIH positivos sean donados y trasplantados a pacientes que también son VIH positivos, un procedimiento antes ilegal.[32] Este cambio permitió que cientos de trasplantes de órganos adicionales se realicen en los Estados Unidos cada año.[33]

## Actividad en política presidencial

### 2004

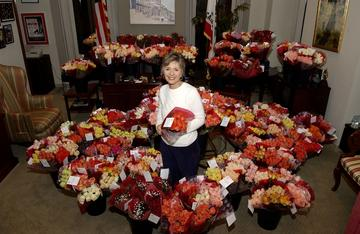
En el día de San Valentín de 2005, la senadora Boxer recibió 4,500 rosas por su trabajo, incluyendo su "discurso franco y elocuente durante las audiencias de confirmación de [la Secretaria de Estado, Condoleezza] Rice".

El 6 de enero de 2005, Boxer se unió a la congresista Stephanie Tubbs Jones (D-Ohio) al presentar una objeción congresal a la certificación de los votos de Ohio para el Colegio Electoral en las elecciones presidenciales de 2004 en los Estados Unidos. Ella llamó a la objeción su "primer paso para poder enfocar la luz de la verdad en estos terribles problemas en el sistema electoral". El Senado votó rechazando la objeción 74-1; la Cámara votó rechazando la objeción 67–31. Fue solo la segunda objeción del Congreso a la delegación electoral de todo un estado en la historia de los Estados Unidos; el primer caso fue en 1877.

### 2008
Como superdelegada, Boxer había declarado que apoyaría al ganador de la primaria en California, que fue ganada por Hillary Clinton.
Sin embargo, ella renunció a esa promesa y se mantuvo neutral, solo respaldando oficialmente la candidatura de Barack Obama el día después de las últimas primarias, una vez que obtuvo suficientes votos de delegados para hacerse con la nominación.

### 2016
Antes del anuncio de Hillary Clinton, el 20 de octubre de 2013, la senadora Boxer fue una de las dieciséis senadoras demócratas que firmaron una carta en la que respaldaban a Clinton como la nominada demócrata en las elecciones presidenciales de 2016.

## Carrera post Senado
En abril de 2017, Boxer fue la oradora principal del Mes de la Tierra de la Asamblea Ambiental de Estudiantes en la Universidad del Sur de California.

## Plataforma y votos

### George W. Bush
La senadora Boxer fue, junto con el senador de Iowa Tom Harkin, una de los dos únicos demócratas del Senado que se pronunciaron a favor de la resolución del senador de Wisconsin Russ Feingold para censurar al presidente George W. Bush.

#### Nominados de Bush
Durante las audiencias de confirmación para la nominada a Secretaria de Estado de los Estados Unidos, Condoleezza Rice, en enero de 2005, Boxer la desafió a admitir los presuntos errores y afirmaciones falsas hechas por la administración Bush en la conducción de los Estados Unidos a la invasión de Irak de 2003, y finalmente votó en contra de la confirmación, junto con otros doce senadores.
El disenso fue la más alta votación contra un candidato a Secretario de Estado desde 1825, cuando Henry Clay fue designado así.
Boxer votó en contra del nombramiento de John Bolton para Embajador de los Estados Unidos ante las Naciones Unidas en el Comité de Relaciones Exteriores del Senado, e hizo filibusterismo en el recinto del Senado. A raíz de la fuerte oposición demócrata, Bolton no pudo obtener la aprobación del Senado. Aun así, el presidente Bush eludió al Senado tras emplear el derecho constitucional de designación de receso, siendo la segunda vez que tal designación fue utilizada para un embajador de Estados Unidos a las Naciones Unidas desde la fundación de la ONU en 1945. Las designaciones de receso han sido utilizadas varias veces por diversos presidentes.
Boxer votó en contra de la confirmación del nominado a Presidente de la Corte Suprema de los Estados Unidos, John Roberts, y contra la confirmación del nominado a Juez Asociado, Samuel Alito.

### Economía
Los senadores Boxer y John Ensign (R-NV) fueron los autores de la Ley Invertir en los Estados Unidos. Esta legislación, que se convirtió en ley en octubre de 2004 como una pequeña parte de la más integral Ley de Creación de Empleos Estadounidenses, tiene la intención de alentar a las compañías estadounidenses a que devuelvan las ganancias generadas en el extranjero a los Estados Unidos, a que creen empleos en los Estados Unidos y estimular el crecimiento económico interno.
En marzo de 2004, Boxer ofreció una enmienda al presupuesto federal para crear un fondo de reserva de empleos de $24 mil millones. La enmienda reservaría fondos para una variedad de inversiones a fin de mejorar la economía y crear empleos mediante el establecimiento de un crédito fiscal para empleos de manufactura destinado a empresas que crean empleos en los Estados Unidos, expandiendo la inversión en investigación y desarrollo de la ciencia, otorgando un crédito fiscal a las pequeñas empresas para pagar el seguro de salud para sus empleados, y ampliar la asistencia de ajuste comercial para ayudar a quienes pierden sus empleos debido al comercio internacional. La enmienda de Boxer también puso fin a la exención fiscal que reciben las empresas luego de trasladar sus plantas al extranjero.
El 1 de octubre de 2008, Boxer votó a favor de la Ley de Estabilización Económica de Urgencia.
La Senadora Boxer se distinguió además por ser una de solo ocho miembros del Senado que votaron en contra de la derogación de la Ley Glass-Steagall en 1999.[cita requerida]
El 26 de agosto de 2013, Boxer dijo en The Ed Show de MSNBC que el salario mínimo federal debería ser aumentado a $10.00 la hora.

### Educación
Boxer estableció el premio a la Excelencia en la Educación para reconocer a los maestros, padres, empresas y organizaciones que trabajan para lograr cambios positivos en la educación. Desde 1997, la senadora Boxer ha otorgado el Premio a la Excelencia en la Educación a 38 beneficiarios.

### Reforma electoral
Boxer votó a favor de la Ley Ayude a América a Votar de 2002, que estipulaba el uso de máquinas de votación en todo el país, entre otras disposiciones. El 18 de febrero de 2005, la senadora Boxer y las universidades introdujeron la Ley Cuente Cada Voto de 2005, que proporcionaría una papeleta electoral verificada para los votantes por cada voto emitido en las máquinas de voto electrónico y garantizaría el acceso a la verificación de votantes para todos los ciudadanos. El proyecto de ley exigía que esta boleta sea la boleta oficial para los fines de un recuento. El proyecto de ley establecía un estándar uniforme para las boletas provisionales y requería que la Comisión Federal de Asistencia Electoral emita estándares que garanticen un acceso uniforme a las máquinas de votación y al personal electoral capacitado en cada comunidad. El proyecto de ley también exigía medidas de seguridad mejoradas para las máquinas de votación electrónica. El proyecto de ley no fue aprobado.

### Energía
Boxer se opuso al acuerdo de energía nuclear entre los Estados Unidos y la India. Boxer opina que India no debería recibir ayuda de Estados Unidos en el sector de la energía nuclear civil hasta que rompa su relación con Irán.

### Medio ambiente
Boxer lideró con éxito la batalla en el recinto del Senado en 2003 para bloquear la perforación petrolera en el Refugio Nacional de Vida Silvestre del Ártico. En 2005, Boxer votó nuevamente para bloquear la perforación petrolera en ANWR.
Boxer introdujo la Ley Nacional de Protección de los Océanos (NOPA) de 2005. Algunas de las disposiciones de esta ley son: fortalecer la gobernanza de los océanos; proteger y restaurar la fauna y los hábitats marinos; abordar la contaminación del océano; mejorar la ordenación pesquera. El proyecto de ley también aborda las necesidades relacionadas con las ciencias marinas, la investigación y la tecnología, los mamíferos marinos, el desarrollo costero y las especies invasoras.
Boxer fue una copatrocinadora inicial de la Ley de Energía Limpia del senador Jim Jeffords (I-VT). Esta legislación reduciría las emisiones de tres contaminantes provenientes de centrales eléctricas; dióxido de azufre, óxidos de nitrógeno, y mercurio, y también reduciría las emisiones de dióxido de carbono .
Como la nueva presidenta de la Comisión de Medio Ambiente y Obras Públicas del Senado en enero de 2007, Boxer quiso reducir el consumo de energía. Ella trató de frenar el calentamiento global liderando programas piloto. Las pocas cosas que hicieron ella y algunos de sus compañeros senadores pudieron reducir el consumo de electricidad hasta en un 50 por ciento en sus oficinas del Capitolio.
La senadora Boxer fue la patrocinadora de la Ley de Vida Silvestre del Patrimonio Costero Salvaje del Norte de California en el Senado, que fue promulgada por el presidente George W. Bush el 17 de octubre de 2006. El proyecto protegió 275,830 acres (1,116 km²) de tierra federal como área silvestre y 21 millas (34 km) de arroyo como río salvaje y paisajístico, incluyendo áreas tan populares como King Range y Cache Creek. La senadora Boxer trabajó con la senadora Dianne Feinstein y el congresista Mike Thompson (patrocinador de la Cámara de Representantes) en un esfuerzo de cinco años para aprobar la legislación.
Boxer, junto con su colega Dianne Feinstein, votó a favor de pagos de subsidios a productores agrícolas de productos básicos convencionales a costa de subsidios para la agricultura orientada a la conservación.

### Política exterior
En 1997, el Senado aprobó una resolución de Boxer en la que se pedía a los Estados Unidos que no reconocieran a los talibanes como el gobierno oficial de Afganistán debido a sus abusos de los derechos humanos contra las mujeres.

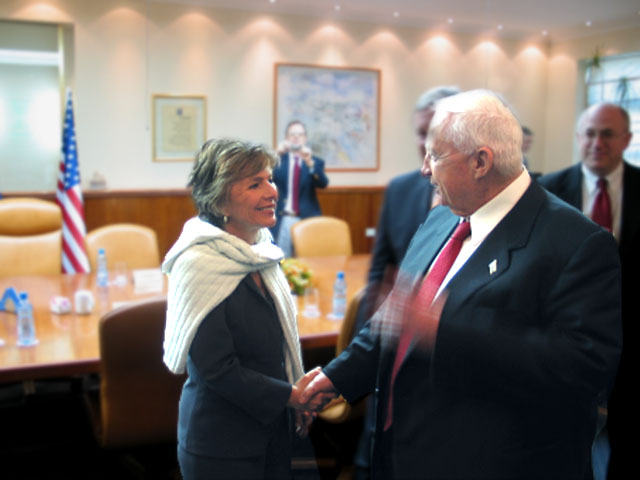
La senadora Boxer con el primer ministro israelí Ariel Sharon en 2005.

En 2002, la senadora Boxer votó en contra de la invasión de Estados Unidos en Irak. Posteriormente, se ha referido a ese voto como el mejor voto de su carrera. También votó en contra de la primera Guerra de Golfo cuando era miembro de la Cámara en 1991 y fue una manifestante muy vocal contra la guerra de Vietnam en la década de 1970.
Boxer fue copatrocinadora del S. 495, o la Ley de Responsabilidad de Darfur de 2005, que impondría sanciones contra los autores de crímenes de lesa humanidad en Darfur.
En 2012, ella y otro grupo bipartidista de seis senadores presentaron una resolución que condenaba a Rusia por ayudar al gobierno del presidente sirio Bashar al-Assad cuando el país enfrentaba una guerra civil.

#### Guerra de Irak
En octubre de 2002, Boxer votó en contra de la resolución conjunta aprobada por el Congreso de los Estados Unidos para autorizar el uso de la fuerza militar por parte de la Administración de Bush contra Irak.
En junio de 2005, los senadores Boxer y Russ Feingold de Wisconsin, copatrocinaron la Resolución 171 del Senado que pedía un plazo para el retiro de las tropas estadounidenses de Irak.
La petición de Boxer exigiendo una estrategia de salida de Irak obtuvo 107,218 firmas.
Boxer fue muy crítico con el testimonio del General del Ejército estadounidense, David Petraeus, sobre la situación política y militar de Irak en 2007, acusándolo de que informaba mientras veía todo de "color de rosa".

### Leyes de armas
La senadora Boxer se unió a sus colegas para aprobar una prohibición federal de varias armas de fuego semiautomáticas y estableció el programa COPS.

#### Tiroteo masivo
Tras el tiroteo en el club nocturno de Orlando en 2016, Boxer publicó en Facebook que era una "tragedia indescriptible". Ofreció pensamientos y oraciones a las víctimas y sus familias, así como "leyes de seguridad de armas de sentido común para proteger a nuestras comunidades de estas armas de guerra". Ella no mencionó terrorismo.

### Crímenes de odio
Boxer copatrocinó la Ley Matthew Shepard, que amplió la definición federal de delitos de odio para incluir delitos basados en la orientación sexual y la identidad de género de la víctima.

### Salud

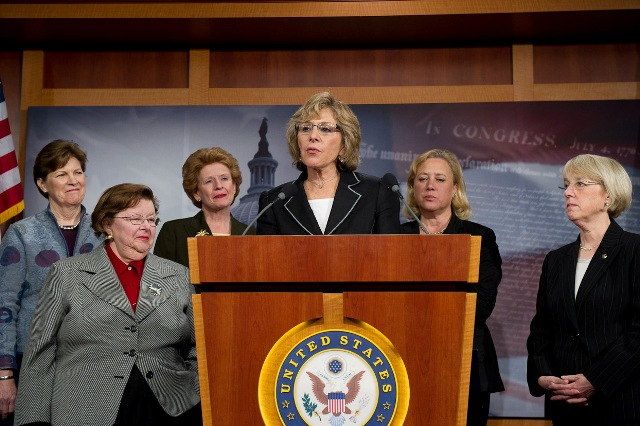
La senadora Boxer junto a las mujeres demócratas del Senado en una conferencia de prensa para hablar sobre la salud de la mujer.

Boxer fue parte de una coalición en favor de aumentar la investigación médica para encontrar curas para enfermedades. En 2007, fue autora de una exitosa legislación bipartidista con el senador Gordon Smith para combatir el VIH/SIDA y la tuberculosis a nivel global. En 1997, fue autora de una Declaración de Derechos de los Pacientes. Ella ha redactado un proyecto de ley para que el seguro médico sea deducible de los impuestos y otro para que cualquier estadounidense compre el mismo programa de seguro médico que tienen los miembros del Congreso. Ella apoya la cobertura integral de medicamentos recetados a través de Medicare y el derecho de todos los consumidores a comprar medicamentos recetados a bajo costo reimportados de Canadá.
En octubre de 2002, Boxer instó a la administración Bush a tomar medidas específicas para abordar las causas del fuerte aumento de casos de autismo en California. Ella le escribió al Secretario de Salud y Servicios Humanos (HHS) Tommy Thompson para establecer un estándar nacional común para el diagnóstico de autismo; instruyó a los CDC y a la Agencia para Sustancias Tóxicas y Registro de Enfermedades para que convoquen un grupo de trabajo para revisar la literatura actual sobre el autismo y realizar su propio estudio si es necesario; y promovió que los Institutos Nacionales de Salud (NIH) y los Centros para Control de Enfermedad (CDC) trabajen con los estados para crear una base de datos nacional de enfermedades crónicas.
Boxer es un defensor de la investigación con células madre embrionarias, que tiene el potencial de ayudar a las personas con diabetes, enfermedad de Parkinson, enfermedad de Alzheimer, lesiones de la médula espinal y otras enfermedades.

### Propiedad intelectual
La senadora Boxer respalda el proyecto de ley PIPA.

### Derechos LGTB
La Human Rights Campaign le otorgó calificaciones a Boxer del 100%, 88% y 100% para las sesiones 107.º, 108.º, y 109.º del Congreso, respectivamente, lo que indica un apoyo a la lista de asuntos legislativos pro derechos de los homosexuales de la HRC. En 1996, fue una de los catorce senadores que votaron en contra de la Ley de Defensa del Matrimonio y también votó en contra de la Enmienda Federal de Matrimonio en 2004 y 2006, aunque cuando el alcalde de San Francisco Gavin Newsom emitió una directiva para el secretario del condado de la ciudad para otorgar licencias de matrimonio a parejas del mismo sexo ella declaró que apoyaba la ley de sociedad doméstica de California pero estaba de acuerdo con su definición de que el matrimonio era entre un hombre y una mujer. Sin embargo, el sitio web de su campaña a la reelección de 2010 dice que "la senadora Boxer apoya la igualdad en el matrimonio". Se opuso a la Proposición 8, una enmienda constitucional que prohibía el matrimonio entre personas del mismo sexo en California, y apoyó la Ley de Unión de Familias de los Estados Unidos.

### Marihuana
La senadora Boxer se ha manifestado en contra de la reforma de la política de marihuana y se opone a la medida de la Cédula de California para legalizar e imponer impuestos a la marihuana para los mayores de 21 años en el estado.

### Seguridad nacional
Después de los ataques del 11 de septiembre de 2001, Boxer fue el autor de un proyecto de ley para proteger a los aviones comerciales contra los ataques con misiles lanzados desde el hombro, y redactó la ley que permite a los pilotos de líneas aéreas con entrenamiento especial llevar armas en la cabina.

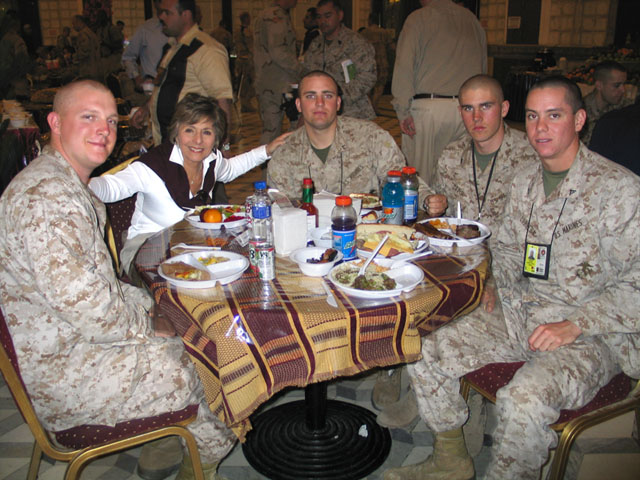
La senadora Boxer almuerza con los marines estadounidenses durante su visita a Irak. 22 de marzo de 2005.

Boxer redactó la Ley de Seguridad Portuaria de Alta Tecnología y patrocinó la Ley de Seguridad Química para abordar las amenazas terroristas contra las plantas químicas. La senadora Boxer también copatrocinó una legislación integral sobre seguridad ferroviaria.

### Derechos reproductivos

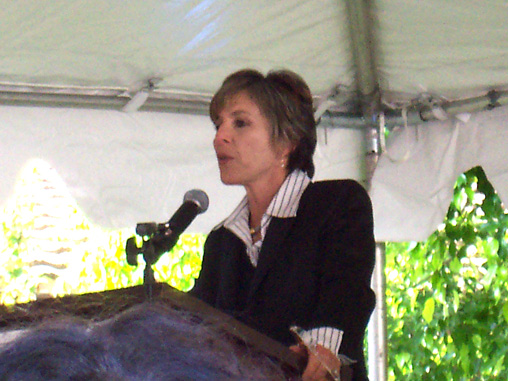
Boxer hablando durante un evento.

Boxer mantiene una postura firme en apoyo de los derechos reproductivos y el movimiento pro-elección. Boxer fue autora de la Ley de Libertad de Elección de 2004 y participó en la lucha en el recinto por la aprobación de la Ley de Libertad de Acceso a las Entradas a Clínicas.
Boxer es una copatrocinadora original del Título X de la Ley de Servicios de Planificación Familiar de 2005, S.844, de la senadora Hillary Clinton (D-NY). Esta legislación tiene como objetivo mejorar el acceso a la atención médica de la mujer. Autoriza fondos para subvenciones de servicios de planificación familiar; permite a los estados proporcionar dichos servicios a personas que pueden no ser elegibles para Medicaid; prohíbe a los proveedores de seguros de salud excluir de los beneficios los servicios anticonceptivos, medicamentos o dispositivos; establece un programa para difundir información sobre anticoncepción de emergencia; requiere que los hospitales que reciben fondos federales ofrezcan anticonceptivos de emergencia a víctimas de agresión sexual; otorga subvenciones a entidades públicas y privadas para establecer o ampliar programas de prevención del embarazo en adolescentes; y requiere que los programas de educación federal sobre anticoncepción sean médicamente precisos e incluyan información sobre los beneficios de salud y las tasas de fracaso.
Ella fue muy crítica con la Enmienda Stupak-Pitts, que evitaría los abortos financiados por los contribuyentes que posiblemente resulten en que las mujeres no puedan pagar con sus propios fondos la cobertura del aborto de la Ley de Cuidado de Salud Asequible.

### Seguridad social
Boxer apoya el sistema actual de Seguridad Social, y se opuso al plan del presidente George W. Bush para la privatización parcial de la Seguridad Social.

### Vigilancia
En junio de 2008, Boxer habló en el Senado en oposición a la Ley de Enmiendas de la FISA de 2008, una ley pendiente en el Congreso de los Estados Unidos para enmendar la Ley de Vigilancia de la Inteligencia Extranjera, y luego rompió con su homóloga, la senadora Dianne Feinstein, y votó en contra.

### Puntuaciones congresales
Véase también*
- Perfil en Vote Smart

El proyecto Vote Smart proporciona los siguientes resultados de puntuaciones congresales.
- Unión Estadounidense por las Libertades Civiles – 83% para 2005–2006
- Americanos por Acción Democrática – 95% para 2006
- Asociación Americana por el Derecho a la Tierra – 11% para 2006
- Americanos por la Reforma de Impuestos – 5% para 2006
- AFL-CIO – 100% para 2006
- Campaña por el Futuro de América – 100% para 2005–2006
- Índice Conservador - John Birch Society – 20% para el otoño de 2004
- Fondo de Defensa de la Infancia – 100% para 2006
- Drum Major Institute – 100% para 2005
- Family Research Council – 0% para 2006
- FreedomWorks – 17% para 2006
- Propietarios de Armas de América – 0% para 2006
- Humane Society of the United States – 100% para 2005–2006
- Liga de Votantes por la Conservación – 100% para 2006
- NARAL Pro-Elección América – 100% para 2006
- Asociación Nacional de Productores de Trigo – 0% para 2005
- Asociación Nacional por la Educación – 100% para 2005–2006
- Federación Nacional de Empresas Independientes – 0% para 2005–2006
- National Journal – Puntuación liberal compuesta de 95% para 2006
- Organización Nacional de Mujeres – 96% para 2005–2006
- Asociación Nacional del Rifle – F para 2006
- Comité Nacional por el Derecho a la Vida – 0% para 2005–2006
- Unión Nacional de Contribuyentes – 11% para 2006
- Population Connection – 100% para 2006
- Caucus por la Libertad Republicana – 10% para 2005
- Coalición Secular por América – 90% en puntajes para 2006[90]
- Cámara de Comercio de Estados Unidos – 25% para 2006

## Imagen pública

### Criticando las opiniones de Condoleezza Rice
Boxer criticó el juicio de la secretaria de Estado de los Estados Unidos, Condoleezza Rice, en relación con la guerra en Irak: "Personalmente creo -esta es mi opinión personal- que su lealtad a la misión que le fue encomendada, vender la guerra, superó su respeto por la verdad".
En enero de 2007, Boxer apareció en las noticias por los comentarios que hizo al responder a los planes de Bush de enviar 20,000 soldados adicionales a Irak. "¿Quién paga el precio?", le preguntó Boxer a la secretaria de Estado Condoleezza Rice. "Yo no voy a pagar un precio personal. Mis hijos son demasiado mayores y mi nieto es demasiado pequeño. Usted no va a pagar un precio personal con una familia inmediata. Entonces, ¿quién paga el precio? El ejército estadounidense y sus familias... No yo, no usted". Cuando Rice intervino, Boxer respondió diciendo: "Señora secretaria, por favor. Sé que se siente muy mal por eso. Ese no es el punto. Estaba explicando quién paga el precio por sus decisiones. Y el hecho de que esta administración siga adelante con esta escalada sin ninguna pista sobre el precio adicional que vamos a pagar militarmente... me parece realmente espantoso".

### Apariciones en televisión
Boxer ha hecho apariciones especiales como ella misma en varios programas de televisión, entre ellos Murphy Brown (1994), Gilmore Girls (2002) y Curb Your Enthusiasm (2007), así como un cameo (como ella misma) en la película Traffic del año 2000. El 2 de noviembre de 2005, hizo una aparición en The Daily Show with Jon Stewart para hablar sobre su nueva novela "Hora de Postular".
En septiembre de 2012, se supo que Boxer y la senadora republicana Olympia Snowe, próxima a retirarse, aparecerían juntas en una comedia de la NBC. El 20 de septiembre de 2012, ella y la senadora Snowe aparecieron en el estreno de la quinta temporada de Parks and Recreation. Boxer más adelante regreesaría a Parks and Recreation junto con otros senadores de Estados Unidos a principios de 2015 en el episodio de la séptima temporada "La Sra. Ludgate-Dwyer va a Washington".
En noviembre de 2016, Boxer apareció en un episodio de Chelsea, presentado por Chelsea Handler, titulado "No se desesperen por nuestro país", filmado poco después de que se conociera el resultado de la elección presidencial de 2016, durante el cual Handler lloró por el mismo.

### Premios y honores
Boxer ha sido galardonada con dos títulos honorarios de doctora en Derecho, uno del Mills College y el otro de la Universidad Dominicana de California.

### Ética
La Fundación para la Ética en el Servicio Público ha acusado a Boxer de no declarar sus inmuebles en sus Informes de Divulgación de Información Financiera Personal entre 2002 y 2010. Boxer no dio a conocer la casa de un millón de dólares que posee.

## Discursos y declaraciones importantes
- «Extracto del discurso de la Senadora Boxer en el recinto del Senado sobre la resolución que autoriza el uso de la fuerza militar contra Irak, 10 de octubre de 2002.». Archivado desde el original el 17 de octubre de 2002. Consultado el 29 de agosto de 2010.
- Transcripción de la Audiencia de Confirmación de Condoleezza Rice, 18 de enero de 2005
- «Sobre la nominación de Alberto Gonzales a Fiscal General, 1 de febrero de 2005». Archivado desde el original el 6 de febrero de 2005. Consultado el 21 de diciembre de 2012.
- «Sobre el Presupuesto del Presidente, 7 de febrero de 2005». Archivado desde el original el 8 de febrero de 2005. Consultado el 7 de septiembre de 2005.
- «Sobre la Seguridad Social, 11 de febrero de 2005». Archivado desde el original el 25 de febrero de 2005. Consultado el 7 de febrero de 2016.
- «Debate en el Senado sobre el Refugio Nacional de Vida Silvestre del Ártico, 16 de marzo de 2005». Archivado desde el original el 31 de marzo de 2005. Consultado el 7 de septiembre de 2005.
- «Declaración sobre el Día de la Tierra, 20 de abril de 2005.». Archivado desde el original el 21 de abril de 2005. Consultado el 12 de septiembre de 2005.
- «Sobre la guerra de Irak, 6 de julio de 2005». Archivado desde el original el 25 de agosto de 2005. Consultado el 7 de septiembre de 2005.
- Sobre la filtración de la CIA de Karl Rove, 20 de julio de 2005
- «Sobre su oposición a la confirmación del presidente del Tribunal Supremo John Roberts, 21 de septiembre de 2005». Archivado desde el original el 27 de septiembre de 2005. Consultado el 7 de febrero de 2016.
- Dirigiéndose al Consejo de Asuntos Mundiales del Norte de California (Video), 13 de octubre de 2006

## Servicio congresal
| Cargos públicos | Cargos públicos | Cargos públicos  | Cargos públicos | Cargos públicos    | Cargos públicos    |
| Cargo           | Rama            | Locación         | Elegida         | Inicio del periodo | Fin del periodo    |
| --------------- | --------------- | ---------------- | --------------- | ------------------ | ------------------ |
| Congresista     | Legislativo     | Washington D. C. | 1982            | 3 de enero de 1983 | 3 de enero de 1985 |
| Congresista     | Legislativo     | Washington D. C. | 1984            | 3 de enero de 1985 | 3 de enero de 1987 |
| Congresista     | Legislativo     | Washington D. C. | 1986            | 3 de enero de 1987 | 3 de enero de 1989 |
| Congresista     | Legislativo     | Washington D. C. | 1988            | 3 de enero de 1989 | 3 de enero de 1991 |
| Congresista     | Legislativo     | Washington D. C. | 1990            | 3 de enero de 1991 | 3 de enero de 1993 |
| Senadora        | Legislativo     | Washington D. C. | 1992            | 3 de enero de 1993 | 3 de enero de 1999 |
| Senadora        | Legislativo     | Washington D. C. | 1998            | 3 de enero de 1999 | 3 de enero de 2005 |
| Senadora        | Legislativo     | Washington D. C. | 2004            | 3 de enero de 2005 | 3 de enero de 2011 |
| Senadora        | Legislativo     | Washington D. C. | 2010            | 3 de enero de 2011 | 3 de enero de 2017 |

| Servicio Congresal en los Estados Unidos | Servicio Congresal en los Estados Unidos | Servicio Congresal en los Estados Unidos | Servicio Congresal en los Estados Unidos | Servicio Congresal en los Estados Unidos | Servicio Congresal en los Estados Unidos                             | Servicio Congresal en los Estados Unidos |
| Fechas                                   | Congreso                                 | Cámara                                   | Mayoría                                  | Presidente                               | Comisiones                                                           | Clase/Distrito                           |
| ---------------------------------------- | ---------------------------------------- | ---------------------------------------- | ---------------------------------------- | ---------------------------------------- | -------------------------------------------------------------------- | ---------------------------------------- |
| 1983–1985                                | 98.º                                     | Representantes                           | Demócrata                                | Ronald Reagan                            | Servicios Armados                                                    | 6.º Distrito                             |
| 1985–1987                                | 99.º                                     | Representantes                           | Demócrata                                | Ronald Reagan                            | Servicios Armados                                                    | 6.º Distrito                             |
| 1987–1989                                | 100.º                                    | Representantes                           | Demócrata                                | Ronald Reagan                            | Servicios Armados                                                    | 6.º Distrito                             |
| 1989–1991                                | 101.º                                    | Representantes                           | Demócrata                                | George H. W. Bush                        | Servicios Armados                                                    | 6.º Distrito                             |
| 1991–1993                                | 102.º                                    | Representantes                           | Demócrata                                | George H. W. Bush                        | Servicios Armados                                                    | 6.º Distrito                             |
| 1993–1995                                | 103.º                                    | Representantes                           | Demócrata                                | Bill Clinton                             | Comercio, Medio Ambiente, Relaciones Exteriores                      | Clase 3                                  |
| 1995–1997                                | 104.º                                    | Senado                                   | Republicana                              | Bill Clinton                             | Comercio, Medio Ambiente, Relaciones Exteriores                      | Clase 3                                  |
| 1997–1999                                | 105.º                                    | Senado                                   | Republicana                              | Bill Clinton                             | Comercio, Medio Ambiente, Relaciones Exteriores                      | Clase 3                                  |
| 1999–2001                                | 106.º                                    | Senado                                   | Republicana                              | Bill Clinton                             | Comercio, Medio Ambiente, Relaciones Exteriores                      | Clase 3                                  |
| 2001–2003                                | 107.º                                    | Senado                                   | Demócrata                                | George W. Bush                           | Comercio, Medio Ambiente, Relaciones Exteriores                      | Clase 3                                  |
| 2003–2005                                | 108.º                                    | Senado                                   | Republicana                              | George W. Bush                           | Comercio, Medio Ambiente, Relaciones Exteriores                      | Clase 3                                  |
| 2005–2007                                | 109.º                                    | Senado                                   | Republicana                              | George W. Bush                           | Comercio, Medio Ambiente, Relaciones Exteriores                      | Clase 3                                  |
| 2007–2009                                | 110.º                                    | [Senado                                  | Demócrata                                | George W. Bush                           | Comercio, Medio Ambiente (presidenta), Relaciones Exteriores         | Clase 3                                  |
| 2009–2011                                | 111.º                                    | Senado                                   | Demócrata                                | Barack Obama                             | Comercio, Medio Ambiente (presidenta), Relaciones Exteriores         | Clase 3                                  |
| 2011–2013                                | 112.º                                    | Senado                                   | Demócrata                                | Barack Obama                             | Comercio, Medio Ambiente (presidenta), Relaciones Exteriores         | Clase 3                                  |
| 2013–2014                                | 113.º                                    | Senado                                   | Demócrata                                | Barack Obama                             | Comercio, Medio Ambiente (presidenta), Relaciones Exteriores         | Clase 3                                  |
| 2015–2017                                | 114.º                                    | Senado                                   | Republicana                              | Barack Obama                             | Medio Ambiente (principal), Ética (principal), Relaciones Exteriores | Clase 3                                  |

## Historia electoral
Boxer fue elegida por primera vez al Senado por un margen de 4.9% en 1992. Fue reelegida en 1998, en 2004 y en 2010.